# WhatsApp
WhatsApp – mobilna aplikacja dla smartfonów, służąca jako komunikator internetowy. Aplikacja ta jest dostępna dla różnych platform: iOS, Android i KaiOS.

## Opis
Dzięki tej aplikacji można przesyłać wiadomości i pliki multimedialne, a od lipca 2023 roku także wiadomości wideo pomiędzy dwoma telefonami komórkowymi, połączonymi z Internetem. Wymagana jest instalacja aplikacji na telefonie. Możliwe jest tworzenie czatów grupowych, przesyłanie własnej pozycji dzięki Mapom Google i współdzielenie kontaktów. Aplikacja pozwala również na rozmowy wideo oraz VoIP.
Aplikacja istnieje też w wersji dla przeglądarek, oferuje także tryb oszczędzania danych przy połączeniach głosowych, jeżeli są one wykonywane podczas korzystania z internetu mobilnego.
Zarówno wersja przeglądarkowa, jak i aplikacja na PC wymaga równoczesnego działania WhatsAppa na telefonie, ponieważ w obu tych wersjach jest jedynie odbiciem tego, co dzieje się na telefonie. Nie działają one niezależnie od platform mobilnych.

## Historia
W 2014 roku aplikacja została wykupiona za 16 mld dolarów przez przedsiębiorstwo Facebook Inc. (obecnie: Meta Platforms, Inc.), a wartość całej transakcji szacowana jest na 19 mld dolarów.
W kwietniu 2016 wprowadzono do aplikacji szyfrowanie przesyłanych wiadomości oraz plików. Twórcy aplikacji zapewniają, że poza nadawcą i odbiorcą nikt więcej nie będzie w stanie jej odczytać.
Pobranie i użytkowanie aplikacji jest bezpłatne od 20 stycznia 2016. Wcześniej było darmowe tylko przez pierwszy rok, a po upływie tego okresu wymagane było wykupienie rocznego abonamentu w cenie 0,99 dolara.
W maju 2016 udostępniono wersję dla PC – WhatsApp na komputery współpracuje z systemami Windows 8 i nowszymi oraz OS X od wersji 10.9.
Od 1 lutego 2020 roku WhatsApp przestał być wspierany na systemach starszych niż Android 2.3.7 czy iOS 8.

## Kontrowersje
WhatsApp, przynajmniej od momentu wykupienia go przez Facebooka, nie jest dobrym wyborem do prowadzenia poufnych rozmów z kontaktami użytkowników. Przed wprowadzeniem podstawowego szyfrowania w maju 2012 roku informacje tj. wiadomości i powiązane metadane (data i godzina wysłania wiadomości, do kogo zostały one wysłane, czy zostały one odebrane itp.) mogły zostać przechwycone w każdej chwili przez osoby nieuprawnione. Nawet mimo wprowadzenia szyfrowania end-to-end w 2016 roku, znane są również przypadki (aktualne na rok 2021), gdzie niektóre wiadomości są przechwytywane i sprawdzane przez zewnętrzne systemy.
Mimo tego, że szyfrowanie end-to-end w WhatsAppie jest wspierane od dość długiego czasu, do 2021 roku nie obejmowało ono kopii zapasowych wiadomości – w tamtym czasie wprowadzono szyfrowane kopie zapasowe, zabezpieczane hasłem ustalonego przez użytkownika. Wiadomości na urządzeniach końcowych, nawet gdy kopie zapasowe nie zostały wykonane, nie są jednak szyfrowane w żaden sposób i przechowywane w pliku msgstore.db.
W styczniu 2021 roku, gdy wprowadzono zmiany w polityce prywatności WhatsAppa informujące o usunięciu możliwości wyłączenia przesyłania danych do Facebooka (co było niezgodne z RODO, obowiązującym na terenie całej Unii Europejskiej), miliony osób przeniosło się na alternatywne komunikatory — najczęściej wybieranymi były Telegram oraz Signal. Rzeczona zmiana w polityce prywatności WhatsAppa została najpierw opóźniona do 8 lutego, później do 15 maja.